# 吳成才
吳成才（英語：William Goh Seng Chye，1957年6月25日—）是新加坡籍天主教會司鐸級樞機，自2013年以来担任新加坡總教區總主教。他于2022年8月27日被教宗方济各任命为樞機。

## 生平
吳成才於1957年6月25日生於新加坡，童年於後港渡過，並且就讀蒙福小學和蒙福中學。於1985年5月1日晉鐸，其後前往羅馬宗座額我略大學功讀教義神學碩士。
回國後，吳成才曾於新加坡的聖堂擔任牧民工作，其後更出任新加坡聖方濟大修院的院長。
2012年12月29日，教宗本篤十六世任命吳成才新加坡總教區的助理主教。
2013年5月18日，教宗方濟各接受當時的新加坡總主教謝益裕的請辭，按照教會法典，由身為助理主教的吳成才自動繼承接任為新加坡總教區的總主教。
2022年5月29日，教宗方濟各宣布冊封吳成才為樞機，領奧斯蒂亞的和平之后聖母堂區領銜司鐸，吳成才是有史以來第一位來自新加坡的天主教神職人員被冊封為樞機。
吳成才曾經參加2025年教宗選舉秘密會議，並且選出現任教宗良十四世。